# كأس السوبر الأوروبي 1995
بطولة كأس الاتحاد الأوروبي لكرة القدم عام 1995 هي مباراة ذهابً وإيابً بين ريال سرقسطة حامل لقب كأس الاتحاد الأوروبي وأياكس أمستردام حامل لقب دوري أبطال أوروبا. تم لعب الكأس في وقت لاحق من المعتاد ، حيث تم تنظيمها في فبراير 1996. وتم سحب مباراة الذهاب 1-1 في استاد لا روماريدا في سرقسطة. فاز فريق أياكس بالمباراة الثانية 4-0 في الاستاد الأولمبي بأمستردام.و فاز اياكس 5-1 في المجموع.